# Geração de prata - O divisor de águas do vôlei brasileiro
Geração de Prata - O Divisor de Águas do Vôlei Brasileiro é um documentário brasileiro, dirigido por Paulo Roscio, que conta a história da chamada Geração de Prata do voleibol brasileiro.
O filme relembra jogos históricos, como da seleção masculina de vôlei do início da década de 80, como a vitória na decisão dos Jogos Pan-Americanos de Caracas, em 1983, e o amistoso contra a URSS, no estádio do Maracanã, para um público de 92 mil pessoas, no mesmo ano.
O filme foi lançado oficialmente no dia 11/12/2007, no Cine Odeon, no Rio de Janeiro. Porém, nesta época, o DVD, ficou disponível apenas para colecionadores. Em 14/06/2011 a produtora lançou oficialmente o DVD para o público.

## O Documentário
O documentário traz depoimentos de ex-atletas, comissão técnica e personalidades ligadas ao vôlei, com imagens de arquivo que mostram a trajetória vitoriosa de uma geração que, até hoje, é vista como um grande marco na história do voleibol brasileiro.

### Sinopse
| “ | "A trajetória da aclamada Geração de Prata do vôlei brasileiro é contada neste documentário de Paulo Roscio, a partir de imagens de arquivo e de diversos depoimentos. O filme reconstrói, em 52 minutos, momentos marcantes da história do voleibol nacional, como o inusitado amistoso realizado sob forte chuva, no estádio do Maracanã, entre Brasil e URSS, com um público de 92 mil pagantes." | ” |